# Rock of Ages (jeu vidéo)
Pour les articles homonymes, voir Rock of Ages.
Rock of Ages est jeu vidéo mêlant tower defense et course développé par ACE Team et édité par Atlus, sorti en 2011 sur Windows, PlayStation 3, Xbox 360. Il a pour suite Rock of Ages II: Bigger and Boulder et Rock of Ages III: Make and Break.

## Système de jeu
Le gameplay se divise en deux phases : défense de la pente (tower defense) et descente du rocher en temps limité (course).

## Univers
Le joueur incarne Sisyphe qui, laissant dévaler le rocher le long de la montagne, se libère de son tourment en écrasant Hadès, dieu des enfers. Sisyphe part alors combattre sans raisons apparentes différents personnages historiques dans un univers hétérogène, allant de la mythologie grecque à la monarchie française du XVIIIe siècle. La direction artistique fait penser aux œuvres animées des Monty Python, d'où l’aspect burlesque du titre.

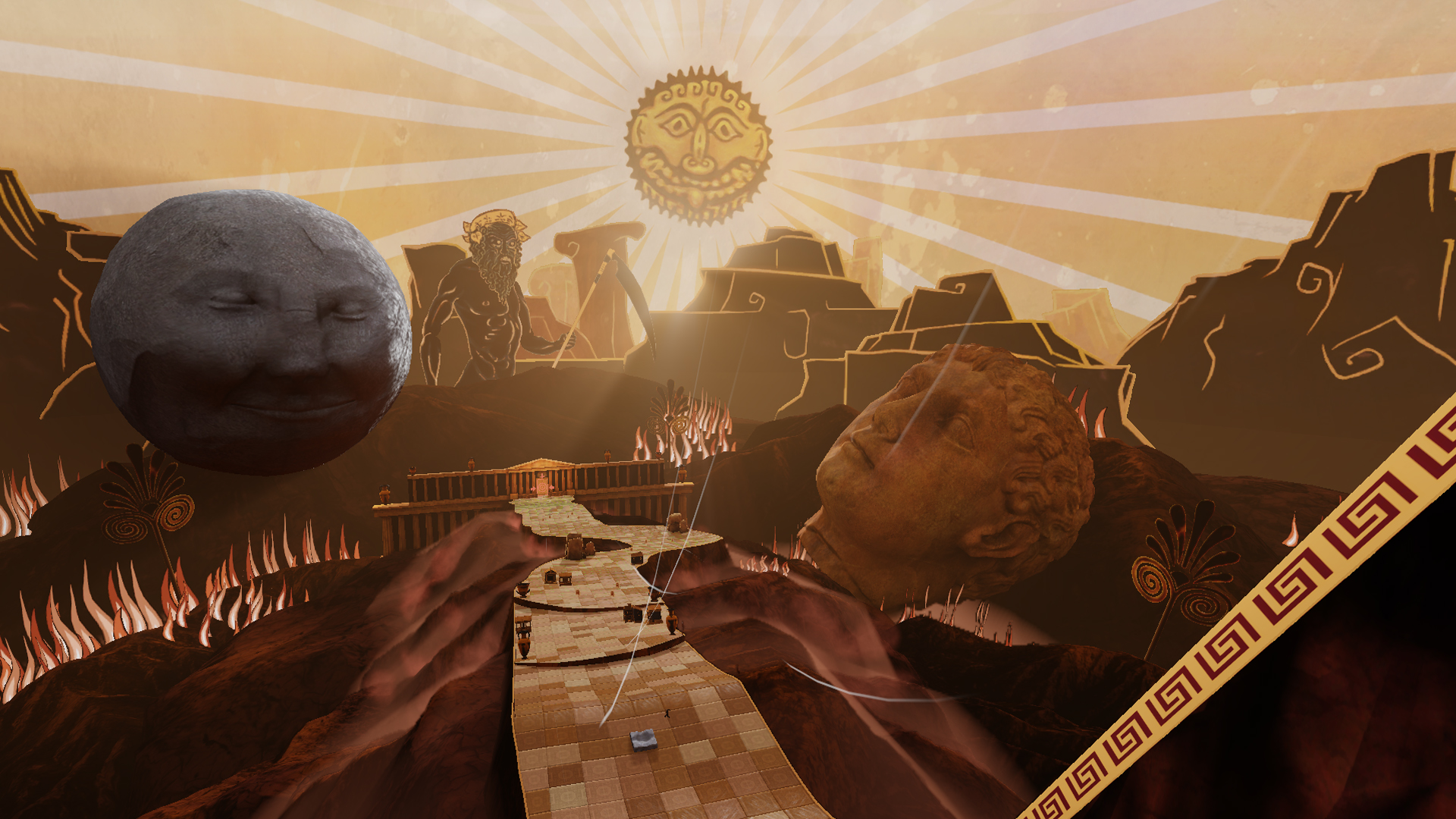
Grèce antique
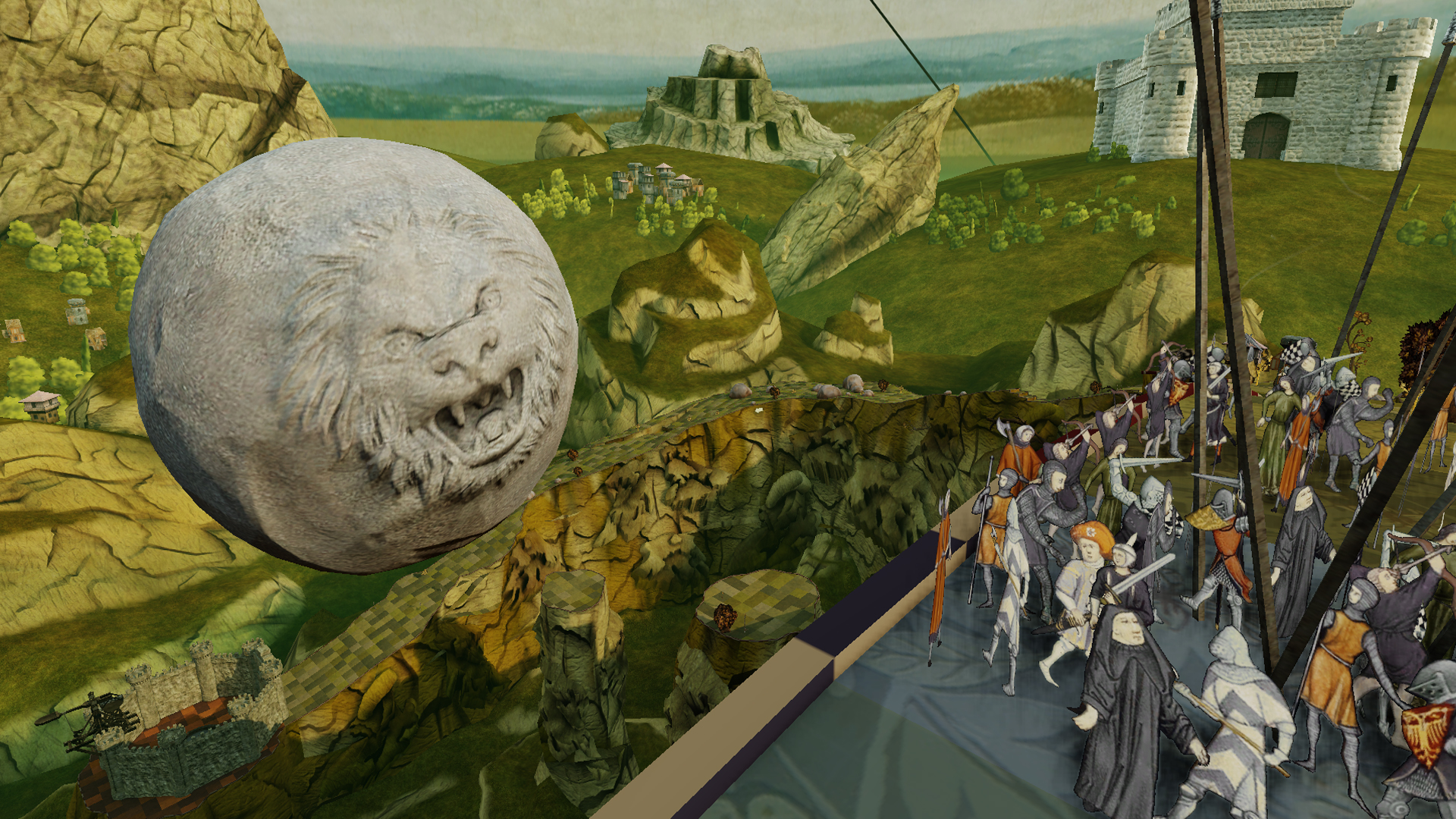
Médiéval
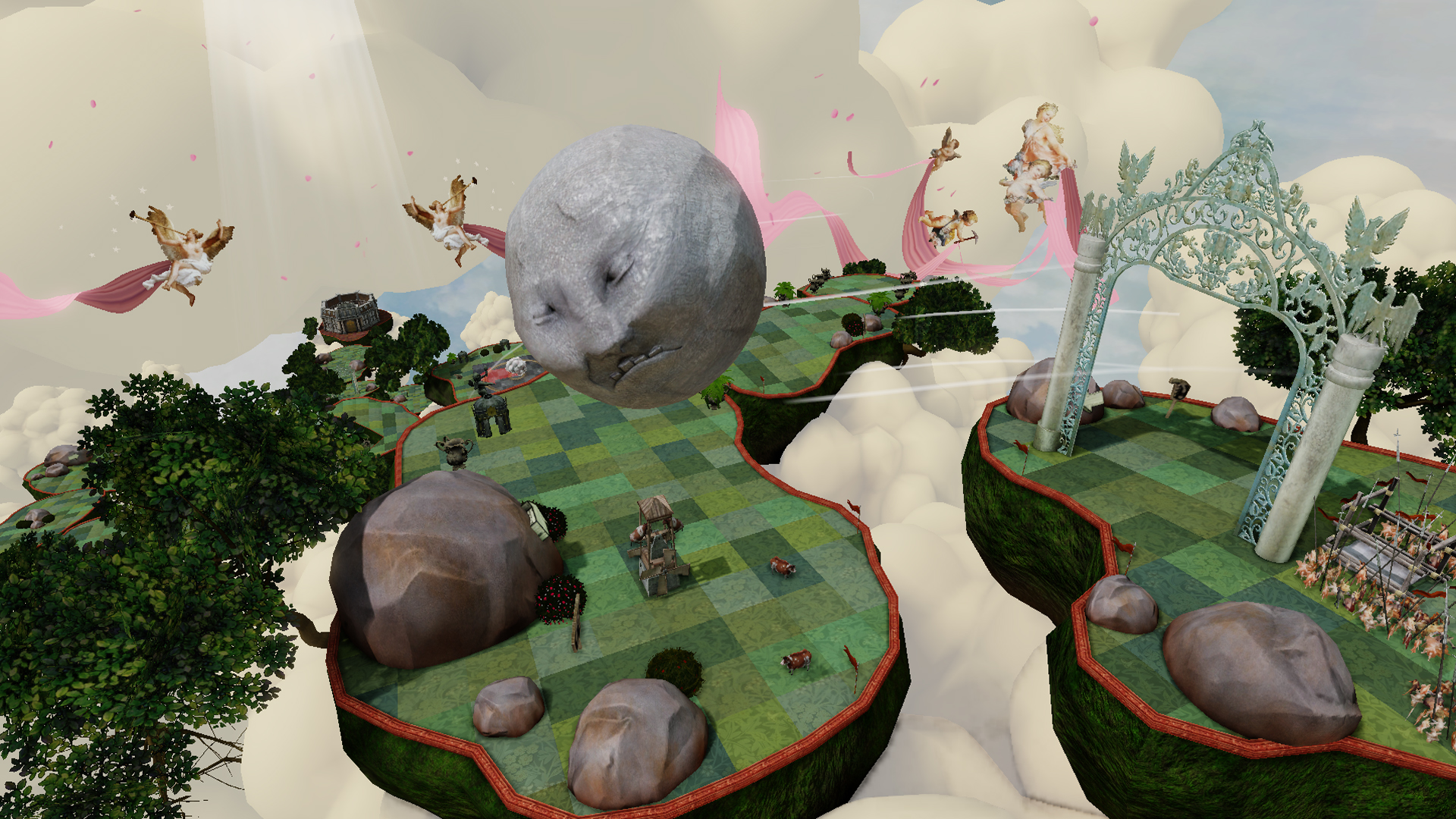
Rococo
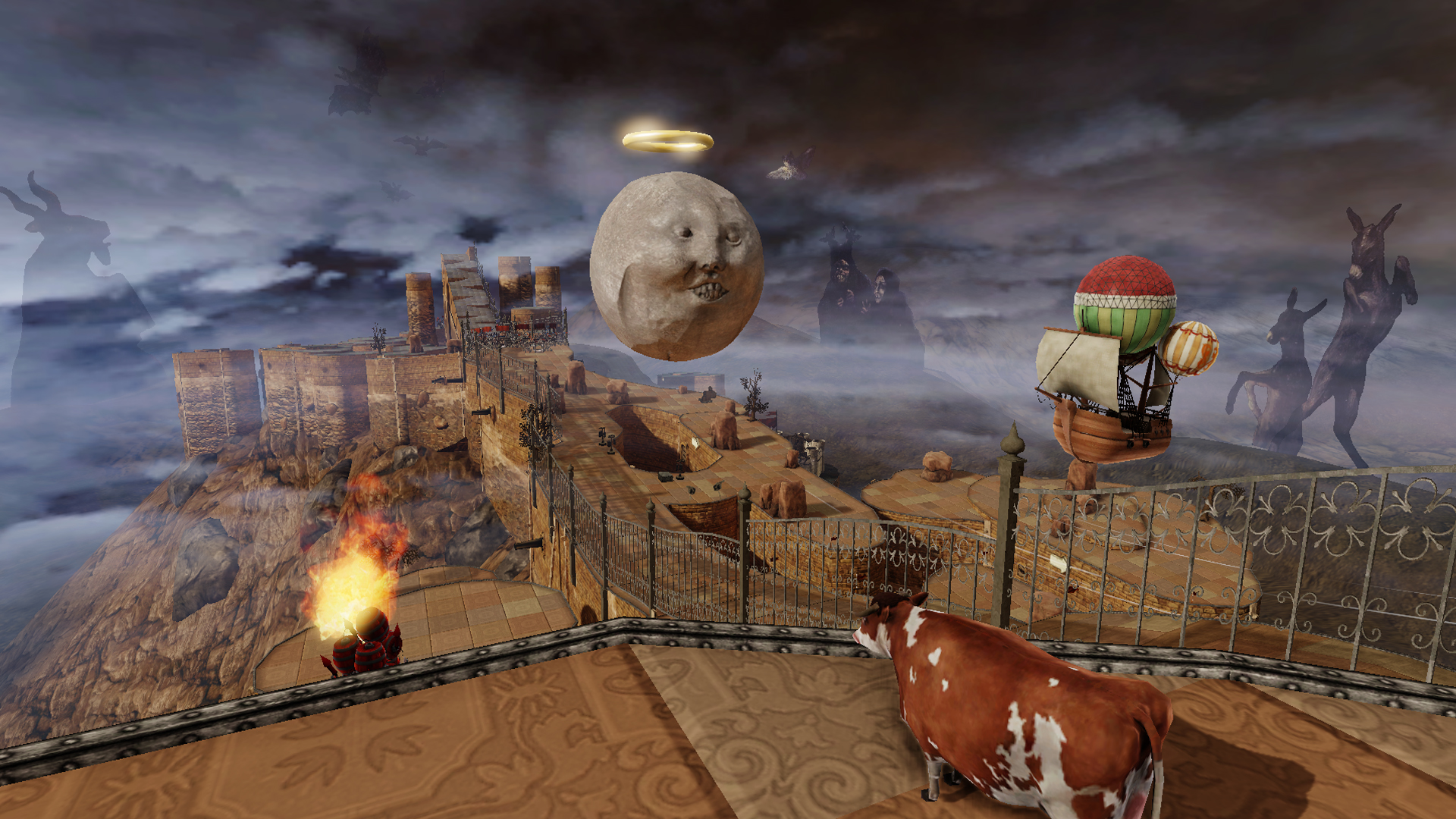
Romantisme